# Narcine brevilabiata
Narcine brevilabiata é uma espécie de peixe da família Narcinidae.
Pode ser encontrada nos seguintes países: China, Malásia, Tailândia e Vietname.
Os seus habitats naturais são: mar aberto.